# Chindasvindo
Chindasvindo dei Visigoti (Chindasvinto in spagnolo, Khindasvint in catalano e Chindasvinto in portoghese; 563 – Toledo, 30 settembre 653) è stato Re dei Visigoti dal 642 al 653.

## Origine
Di Chindasvindo non si conoscono le origini. Il Diccionario biográfico español, Real Academia de la Historia sostiene che Chindasvindo era discendente di una nobile e potente famiglia visigota, molto probabilmente la stessa di Chintila, anche per il fatto che dopo avere deposto il figlio di Chintila Tulga, lo fece tonsurare e non lo soppresse.

L'Europa nel 651; il regno dei Visigoti, durante il regno di Chindasvindo, occupava la quasi totalità della penisola iberica e la Gotia, nella Gallia sud-occidentale

## Biografia
Nel corso del 641 Chindasvindo, di circa 79 anni, capeggiò una ribellione contro il re Tulga, un re debole di carattere, come ci viene confermato dal Chronicon Albeldense (Blandus in omnia fuit) e fu proclamato re da una parte della nobiltà, senza l'appoggio del clero.
Chindasvindo doveva essere un comandante dell'esercito che combatteva contro i Vasconi fu dichiarato re dalle sue truppe e dai nobili della zona, forse a Pamplona, ma molto più probabilmente a Pampliega, località vicino a Burgos.
Secondo una prima versione, Chindasvindo, nel 642, marciò su Toledo, fece prigioniero Tulga, lo fece tonsurare (non poteva più essere re, in quanto chierico) e lo rinchiuse in un monastero, dove l'anno seguente morì; secondo il Diccionario biográfico español, Real Academia de la Historia, di Tulga rinchiuso in un monastero non si ebbero più notizie; secondo Henri Leclercq, nel suo L'Espagne chrétienne, il giovane Tulga, di carattere remissivo e pio, accettò di essere deposto, pur di salvare la vita.
La seconda versione, di sant'Ildefonso di Toledo (?-667), forse più credibile, fu che, senza l'appoggio del clero, la ribellione fallì e Chindasvindo rimase un ribelle, con poco seguito, che controllava solo una parte del regno e che la provvidenziale morte, per malattia, di Tulga, nel 642, gli facilitò l'elezione a re dei Visigoti.

Il Chronica Regum Visigotthorum cita Tulga, confermando che fu re per due anni e quattro mesi (Tulga regnavit annos II menses IV), come il Laterculus regum Visigothorum (II a. IV m.); mentre il Chronicon Albeldense conferma che Tulga regnò tre anni e fu remissivo in tutto.
Comunque nel maggio del 642 Chindasvindo fu eletto re, dalla nobiltà e dai vescovi, secondo il canone n° 75 del IV Concilio di Toledo.

Anche la Isidori Iunioris episcopi Hispalensis historia riporta che in quell'anno Chindasvindo conquistò il potere.
Chindasvindo, di carattere forte e volitivo, sottomise la nobiltà e il clero al potere reale. Per prevenire ogni tentativo di eventuale ribellione colpì la nobiltà, sia quella elevata (con duecento esecuzioni), che quella piccola (con cinquecento esecuzioni), solo per il semplice sospetto. Accompagnò le esecuzioni con condanne all'esilio e confisca dei beni, tutto senza che alcuna ribellione si fosse verificata, senza avere alcuna prova che si tramasse contro la corona.

In quello stesso periodo Chindasvindo dovette combattere anche i Baschi, che si erano ribellati.
Nel VII Concilio di Toledo, convocato il 16 ottobre 646, furono confermate tutte le punizioni inflitte, che furono estese a tutti coloro che si opponevano non solo al re ma anche ai membri del clero che erano fedeli al re. In questo concilio fu approvato un canone che imponeva pene gravissime, quali scomuniche e confisca dei beni per ribelli o emigrati che chiedevano l'aiuto di monarchi stranieri, che erano esortati a non concedere aiuto. Questo porta a pensare che molti nobili, che, nel periodo delle esecuzioni erano riparati all'estero (regno dei Franchi oppure Nordafrica) ora, da lì, cercavano, con ogni mezzo, di suscitare nuove insurrezioni.
La convocazione del VII concilio di Toledo è riportata anche dalla Isidori Iunioris episcopi Hispalensis historia.
Schiacciata ogni opposizione portò il regno alla pace e all'ordine, che non si era mai visto prima (negli undici anni del suo regno non si verificò alcuna sollevazione). Negli annali ecclesiastici Chindasvindo è ricordato come un benefattore, in quanto parte dei terreni che venivano confiscati erano stati donati alla chiesa, che lo ricompensò favorendo il principio dell'ereditarietà della successione. Come ricorda il Chronicarum Fredegarii libri IV, con l'appoggio del clero, il 20 gennaio 648, fece incoronare (correggente) il proprio figlio Reccesvindo, che da quel giorno fu il re effettivo, ripristinando così una monarchia ereditaria.

Nel 649 Chindasvindo abdicò a favore del figlio Reccesvindo.
Chindasvindo migliorò la situazione finanziaria del regno oltre che tramite le confische anche con più equo ed efficace sistema di tassazioni.
In campo militare, oltre alla campagna contro i Vasconi, schiacciò la ribellione che era nata nella provincia della Lusitania. Le ultime settimane del suo regno o le prime di quelle del suo successore furono caratterizzate dalla ribellione di Froia con l'appoggio dei Baschi.

La ribellione di Froia viene citata nella lettera di Taione, vescovo di Saragozza.
Con l'assistenza di Braulio, vescovo di Saragozza, Chindasvindo cominciò ad elaborare un codice che fosse valido sia per i visigoti che per gli ibero-romani, riunendo così le leggi della lex Romana Visigothorum o Breviario di Alarico, che regolava i diritti degli ibero-romani, a quelle del Codice di Leovigildo, usato per i Goti. Il codice fu promulgato da figlio Reccesvindo, nel 654, un anno dopo la sua morte e fu chiamato Liber Judiciorum o Forum Judiciorum ed è noto anche come lex Reccesvindiana.
Passò gli ultimi anni di vita dedicandosi ad opere di pietà. Finanziò la costruzione di un monastero, nei pressi di Valladolid, lungo il corso del Duero, in cui, alla sua morte, avvenuta in età molto avanzata, di circa novant'anni, il 30 settembre 653, nel 653, fu sepolto accanto alla moglie Riciberga.

Il Chronica Regum Visigotthorum cita Chindasvindo, confermando che fu re per sei anni otto mesi e undici giorni, inoltre assieme al figlio Reccesvindo, quattro anni otto mesi e undici giorni, come il Laterculus regum Visigothorum; mentre il Chronicon Albeldense conferma che Chindasvindo regnò sei anni da solo e quattro con il figlio Reccesvindo, pacificò la Spagna, convocò un sinodo e morì a Toledo.

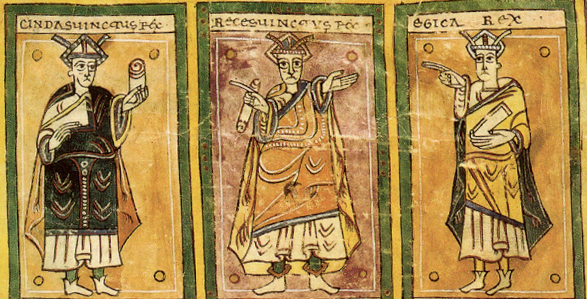
I re Visigoti Chindasvindo, Reccesvindo e Egica secondo il Codex Vigilanus o Chronicon Albeldense.

Secondo lo storico inglese, Edward Gibbon, durante il regno di Chindasvindo, cominciarono le razzie degli arabi nella penisola iberica, per l'esattezza nel periodo di Othman, terzo califfo ortodosso islamico (644 - 656), si ebbero delle scorrerie di navi pirate lungo le coste dell'attuale Andalusia nella provincia Betica.
Il giudizio del suo contemporaneo sant'Eugenio (?-657), vescovo di Toledo, fu negativo; lo definì empio, ingiusto e immorale.

## Matrimonio e discendenti
Chindasvindo dalla moglie Riciberga (morta dopo il 18 ottobre 646, data in cui, secondo la Diplómatica Visigoda (non consultata) risulta che assieme al marito fece una donazione ad un monastero).
Chindasvindo da Riciberga ebbe due figli:
- Reccesvindo (? - 672), che successe al padre sul trono dei Visigoti[24];
- Teodofredo (circa 645 - 702), che, secondo la Cronica Alfonso III, durante il regno di Egica, per ordine del re, fu accecato, per impedirgli di poter essere pretendente al trono[25], e ucciso durante il regno di Witiza, sempre per ordine del re, che, dopo il 687, aveva sposato Ricilo[26]. Teodofredo da Ricilo aveva avuto almeno un figlio[23][26]:
  - Roderico (circa 688 - circa 711), futuro re dei Visigoti[27];
  - Nome sconosciuto che fu governatore di una cittadella vicino a Toledo, al momento della conquista da parte degli Arabi[22];
  - Favila (figlio presunto, non esiste alcuna prova della parentela), duca di Cantabria, dignitario alla corte del re Egica, fu ucciso dal futuro re Witiza, prima del 702. Favila era il padre di Pelagio, primo re delle Asturie, quindi diretto discendente di Chindasvindo[22].

### Fonti primarie
- (LA)  Chronica Regum Visigotthorum, España Sagrada Tomo II.
- (LA)  Anastasii abbatis opera omnia.
- (LA)  Monumenta Germaniae Historica, Auctorum antiquissimorum, tomus XI, Isidori Iunioris episcopi Hispalensis historia.
- (LA)  Monumenta Germaniae Historica, Auctorum antiquissimorum, tomus XIII, Laterculus regum Visigothorum.
- (LA)  Monumenta Germaniae Historica, Scriptores rerum Merovingicarum.
- (LA)  #ES Patrologiae latinae, Volume 80.
- (LA)  #ES Cronica Alfonso III.

### Letteratura storiografica
- Rafael Altamira, La Spagna sotto i Visigoti, in Storia del mondo medievale, vol. I, Garzanti, 1999,  pp. 743-779.
- Henry John Roby, Il diritto romano, in Storia del mondo medievale, vol. I, Garzanti, 1999,  pp. 628-687.
- (FR)  #ES L'Espagne chrétienne